# Критерій Андронова — Понтрягіна
Критерій Андронова — Понтрягіна — необхідна і достатня умова стійкості динамічних систем на площині. Вивели 1937 року Олександр Андронов і Лев Понтрягін.

## Твердження
Динамічна система
{\displaystyle {\dot {x}}=v(x),}
де {\displaystyle v} — {\displaystyle C^{1}}-векторне поле на площині, {\displaystyle x\in \mathbb {R} ^{2}}, є орбітально топологічно стабільною тоді й лише тоді, коли виконуються такі дві умови:
1. Усі точки рівноваги та періодичні орбіти гіперболічні.
2. Сідлові з'єднання відсутні.

Те саме твердження справедливе, якщо векторне поле {\displaystyle v} визначене на одиничному крузі і трансверсальне до межі.

## Уточнення
Орбітальна топологічна стійкість динамічної системи означає, що для будь-якого досить малого збурення (в C1-метриці) існує гомеоморфізм, близький до тотожного відображення, який перетворює орбіти початкової динамічної системи на орбіти збуреної системи (пор. структурна стійкість).
Перша умова теореми відома як глобальна гіперболічність. Нуль векторного поля v, тобто точка x0, де v(x0)=0, називають гіперболічним, якщо жодне зі власних значень лінеаризації v за x0 не є чисто уявним. Періодичну орбіту потоку називають гіперболічною, якщо абсолютна величина жодного зі власних значень відображення Пуанкаре в точці на орбіті не дорівнює одиниці.
Нарешті, сідловий зв'язок стосується ситуації, коли орбіта з однієї сідлової точки входить у ту саму або іншу сідлову точку, тобто нестабільна та стабільна сепаратриси з'єднані (пор. гомоклінічна орбіта та гетероклінічна орбіта).